# Silkkimuotka
Silkkimuotka (även Silkimuotka) är en ort i Jukkasjärvi socken i Kiruna kommun. Byn ligger strax väster om Lainioälven på båda sidorna av E45, som går igenom byn. Närmaste orten är Nedre Soppero som ligger cirka 1,5 kilometer öster om Silkkimuotka. Närmaste samhället söderut är Vittangi som ligger cirka 52 kilometer söder om orten. Silkkimuotka ligger mellan två sjöar. Den ena sjön ligger i direkt anslutning norrut och heter Karpuajärvi och den andra  ligger i direkt anslutning söder om orten och heter Vuoksujärvi. 
Sökningar på sidan Ratsit i januari 2021 visade på att 5 personer över 16 års ålder är folkbokförda i Silkkimuotka. Gatuadresserna i orten stavas Silkimuotka, med endast ett K.

## Geografi
Silkkimuotka ligger på en landrygg mellan sjöarna Karpuajärvi och Vuoksujärvi.

## Historia
Den första permanenta nybyggaren i Silkkimuotka, Fredrik Johansson från Keräntöjärvi i Junosuando socken, anlade sin gård i början på år 1870.

### Administrativa tillhörigheter
Orten ligger i Jukkasjärvi socken som vid kommunreformen 1862 bildade Jukkasjärvi landskommun. 1 januari 1948 ombildades landskommunen i sin helhet till Kiruna stad. 1 januari 1971 trädde Kommunreformen i Sverige 1971 i kraft och Sverige fick enhetlig kommuntyp. Kiruna stad ombildades då till Kiruna kommun, som Silkkimuotka tillhört sedan dess.

## Kommunikationer
Förbindelser med kommunens centralort Kiruna finns via Länstrafiken Norrbottens busslinje 50 (Karesuando-Vittangi-Kiruna). Närmsta hållplatsen är Nedre Soppero.